# Ler
Lerul este o denumire specifică (un regionalism), folosită în partea de nord a Transilvaniei, însemnând cuptorul unei sobe de gătit.
De asemenea, ler este și un cuvânt care apare ca refren în colinde, pentru a se realiza o anumită eufonie.